# Jan Parandowski

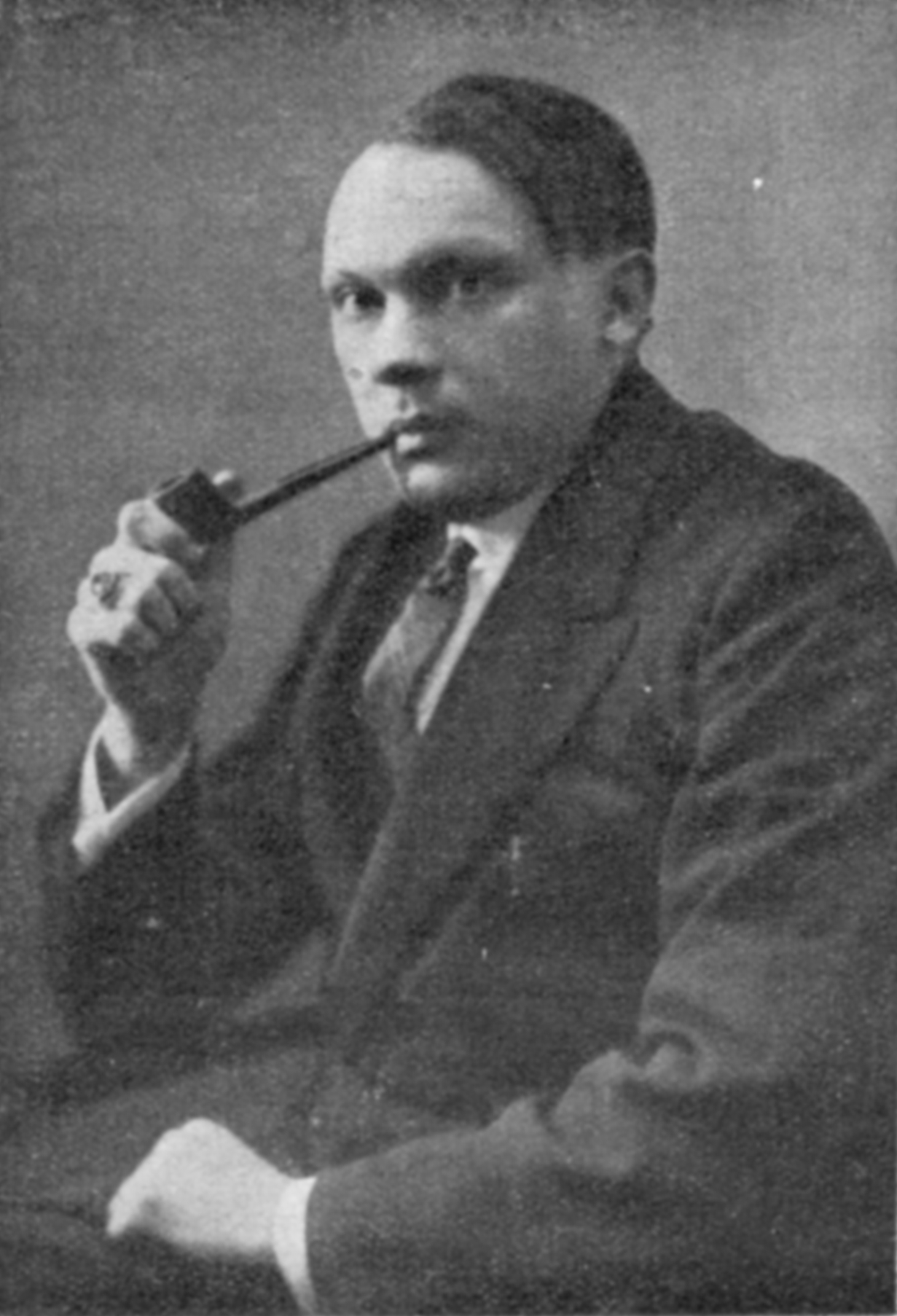
Porträt (1928)

Jan Parandowski (* 11. Mai 1895 in Lemberg, Österreich-Ungarn; † 26. September 1978 in Warschau) war ein polnischer Schriftsteller, Essayist und Literaturübersetzer.

## Leben

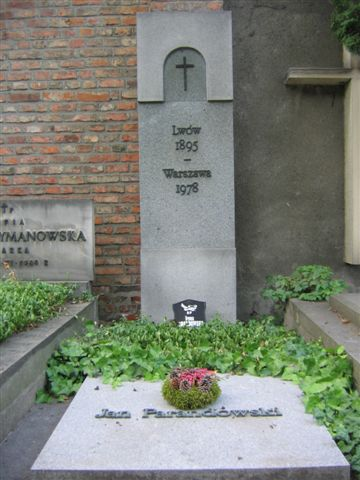
Grabmal Jan Parandowskis auf dem Powązki-Friedhof, Warschau

Parandowski besuchte das Jan-Długosz-Gymnasium in Lemberg und studierte ab 1913 an der Universität Lemberg Philosophie, klassische Philologie, Archäologie und Kunstgeschichte. Kriegsbedingt musste er sein Studium unterbrechen und studierte erst ab 1920 weiter, so dass er erst 1923 den Magistertitel erlangte. Neben dem Studium arbeitete er für den Alfred Altenbergs Verlag und schrieb für die Zeitschriften „Gazeta Poranna“, „Tygodnik Illustrowany“, „Wiadomości Literackie“ und „Tęcza“. Von 1918 bis 1924 war Parandowski mit der Schriftstellerin und Journalistin Aurelia Wyleżyńska liiert. 1924 bis 1926 bereiste er Griechenland, Frankreich und Italien. 1929 zog er nach Warschau, wo er zunächst Redakteur der Zeitschrift "Pamiętnik Warszawski" wurde. 1930 wurde er PEN Club-Mitglied und war zwischen 1933 und 1978 Leiter des Clubs.
1937 erhielt den Złoty Wawrzyn (Goldener Lorbeerkranz) der polnischen Literaturakademie Polska Akademia Literatury. Nach dem Ausbruch des Zweiten Weltkrieges war er im konspirativen Kulturleben aktiv. Während des Warschauer Aufstands verbrannte sein gesamtes Literaturarchiv mit allen noch nicht veröffentlichten Werken. 1945 bis 1950 arbeitete er an der Katholischen Universität Lublin. 1948 organisierte er den Weltkongress der Intellektuellen in Breslau. 1962 wurde er Vize-Präsident des internationalen P.E.N. 1964 unterzeichnete er den sog. Brief 34 (list 34), einen Protestbrief Antoni Słonimskis zum Thema Redefreiheit.

## Werk
Parandowskis literarischer Schwerpunkt lag in der Kultur der Antike. Sein Debüt fand schon 1913 mit einer literarisch-philosophischen Skizze Rousseau statt, aber sein bekanntestes Werk wurde Mitologia (Mythologie), eine Nacherzählung der klassischen griechischen und römischen Mythologie, die 1924 zum ersten Mal erschien.

### Werke (Auswahl)
- (1924) Mitologia
- (1924) Eros na Olimpie
- (1927) Dwie wiosny
- (1927) Wojna trojańska
- (1930) Król życia
- (1933) Dysk olimpijski
- (1934) Odwiedziny i spotkania
- (1935) Przygody Odyseusza
- (1936) Niebo w płomieniach
- (1949) Godzina śródziemnomorska
- (1953) Zegar słoneczny
- (1955) Pisma wybrane
- (1956) Petrarka
- (1957) Dzieła wybrane tom 1-3
- (1958) Z antycznego świata
- (1959) Mój Rzym
- (1961) Powrót do życia
- (1967) Akacja